# Мрђебаре
Мрђебаре су насељено мјесто у Босни и Херцеговини, у општини Купрес, које административно припада Федерацији Босне и Херцеговине. Према попису становништва из 1991. у насељу је живио 21 становник.

## Становништво
Према попису из 1991. године, укупно је живио 21 становник.
| Националност | 1991.       |
| Хрвати       | 13 (61,90%) |
| Срби         | 8 (38,09%)  |
| Укупно       | 21          |